# Archidiecezja Gagnoa
Archidiecezja Gagnoa – diecezja rzymskokatolicka w Wybrzeżu Kości Słoniowej. Powstała w 1956 jako diecezja. Podniesiona do rangi archidiecezji w 1994. Siedziba metropolii Gagnoa.

## Biskupi diecezjalni
- Arcybiskupi metropolici
  - Abp Jean-Jacques Koffi Oi Koffi (od 2025)
  - Abp Joseph Yapo Aké (2008 – 2023)
  - Abp Barthélémy Djabla (2006– 2008)
  - Abp Jean-Pierre Kutwa (2001 – 2006)
  - Abp Noël Kokora-Tekry (1994 – 2001)
- Biskupi diecezjalni
  - Abp Noël Kokora-Tekry (1971 – 1994)
  - Bp Jean Marie Etrillard, S.M.A. (1956 – 1971)